# RADIO DISCO
『RADIO DISCO』（レディオ・ディスコ）は、2012年4月1日からInterFM897で放送されているラジオ番組。

## 放送時間

### 現在
- 毎週土曜 15:00 - 17:40（2023年4月 - ）

### 過去
- 毎週月曜 - 金曜 13:30 - 15:00（2012年4月 - 2013年3月）
- 毎週金曜 12:00 - 16:00（2013年4月5日 - 2014年9月）
- 毎週土曜 14:00 - 17:00（2014年10月 - 2017年10月）
- 毎週土曜 15:00 - 18:00（2017年11月 - 2018年4月、2018年6月）
- 毎週土曜 15:00 - 17:00（2018年5月、2018年7月 - 8月）
- 毎週土曜 15:00 - 18:00（2018年9月 - 2019年11月）
- 毎週土曜 15:00 - 17:44（2019年12月 - 2023年3月）

## 出演
- DJ OSSHY
- 亀井佐代子

## テーマ曲
- オープニング：From East To West/Voyage
- エンディング：(Love Is Just) The Game/Peter Brown

## タイムテーブル
2023年 4月現在
- 15:00 - オープニング・トーク
- 15:09 - DJ OSSHY LIVE MIX PART.1
- 15:30 - DJ OSSHY LIVE MIX PART.2（ゲスト来訪時はトーク）
- 16:00 - SAYOKO's SELECTION（亀井佐代子選曲）
- 16:30 - GUEST  DJ Talk & この1曲（ゲスト来訪時はゲストトーク）
- 17:00 - リクエスト Mix（リスナーリクエスト）
- 17:30 - BIRTHDAY CALL：今週月曜日から日曜日までが誕生日のリスナー、リスナーが誕生日を祝いたい人の名を読み上げて祝う。
- 17:35 - エンディング・トーク
- 17:40 番組終了

※ 2023年4月から放送時間が5分短縮され、コーナーの内容に変更がある。

## フロート番組
- 毎週放送：HANAE JAPAN presents Flower's YELL - MC 藤川靖彦
- 毎月最終土曜日：ヒマラヤンVOICE -聞く瞑想タイム - MC 相川圭子 (ヨーガ)  、辛酸なめ子  、亀井佐代子 （2022年1月29日 - ）
- 毎年7月・8月第3土曜日：Know The Sea - MC 渡辺麻耶（2023年 - ）